# Instytut Filologii Angielskiej Uniwersytetu Rzeszowskiego
Instytut Filologii Angielskiej Uniwersytetu Rzeszowskiego (IFA UR) – jednostka dydaktyczno-naukowa należąca do struktur Wydziału Filologicznego Uniwersytetu Rzeszowskiego powstały w 1995 roku w ramach Wyższej Szkoły Pedagogicznej w Rzeszowie. Dzieli się na 4 zakłady. Posiada uprawnienia do nadawania tytułów zawodowych licencjata i magistra. Prowadzi działalność dydaktyczną i badawczą związaną z językoznawstwem teoretycznym, językoznawstwem stosowanym oraz literaturoznawstwem. Instytut oferuje studia na kierunku filologia angielska o specjalnościach: translatoryka i nauczycielska oraz studia podyplomowe z zakresu doskonalenia sprawności translatorycznej z elementami stylistyki języka angielskiego w kontekście międzykulturowym. Aktualnie na instytucie kształci się 441 studentów w trybie dziennym (286 studentów) i zaocznym (155 studentów) oraz 58 słuchaczy studiów podyplomowych. Instytut od 2000 roku wydaje rocznik Studia Anglica Resoviensia, który od 2005 roku ukazuje się w wersji elektronicznej. Siedzibą instytutu jest gmach Wydziału Filologicznego mieszczący się przy alei Tadeusza Rejtana 16b w Rzeszowie.
Kadrę naukowo-dydaktyczną tworzy aktualnie 30 pracowników, w tym 3 zatrudnionych na stanowisku profesora zwyczajnego, 3 ze stopniem naukowym doktora habilitowanego na stanowisku profesora nadzwyczajnego, 17 adiunktów z tytułem doktora, 5 asystentów z tytułem magistra i 2 lektorów z Wielkiej Brytanii.

## Historia
Początki Instytutu Filologii Angielskiej Uniwersytetu Rzeszowskiego związane są z powołaniem do życia w 1995 roku na Wyższej Szkole Pedagogicznej w Rzeszowie Katedry Filologii Angielskiej przy Wydziale Filologicznym. W roku akademickim 2000/2001 Katedra ta została przekształcona w Instytut Filologii Angielskiej. 
Instytut od samego początku prowadził współpracę naukową z Uniwersytetem Wrocławskim, Uniwersytetem Łódzkim, Uniwersytetem Adama Mickiewicza w Poznaniu i Uniwersytetem Marii Curie-Skłodowskiej w Lublinie oraz z uczelniami zagranicznymi w ramach programu wymiany studenckiej Socrates-Erasmus. 

## Władze
- do 2014[9] – prof. dr hab. Grzegorz Andrzej Kleparski – dyrektor

## Kierunki kształcenia
Instytut Filologii Angielskiej Uniwersytetu Rzeszowskiego kształci studentów na kierunku filologia angielska na studiach pierwszego stopnia, trwających 3 lata, które kończą się uzyskaniem tytułu licencjata. Po ich ukończeniu ich absolwenci mogą kontynuować studia drugiego stopnia, które trwają 2 lata i kończą się otrzymaniem tytułu magistra. Specjalizacje to translatoryka i nauczycielska.
Instytut prowadzi również studia podyplomowe z zakresu doskonalenia sprawności translatorycznej z elementami stylistyki języka angielskiego w kontekście międzykulturowym.